# Osvaldo Paladini
Pour les articles homonymes, voir Paladini.
Osvaldo Paladini (San Marco Argentano, 26 décembre 1866 - Rome, 25 mars 1938) était un amiral italien qui a servi dans la Regia Marina de 1882 à 1930.
Il participe à la guerre italo-turque, où il est commandant de la division navale de la mer Rouge. Il hisse son insigne sur le croiseur protégé Piemonte et remporte la bataille navale du 7 janvier 1912 à Kunfida. Pour cet acte, il a été décoré de la croix de chevalier de l'Ordre militaire de Savoie. Promu contre-amiral pendant la Première Guerre mondiale, il a d'abord commandé la division de combat, puis, en 1918, la 3e escadre navale. Il a également été commandant de la défense et directeur général de l'arsenal royal de Tarente. Pour son attaque victorieuse d'une base navale autrichienne à Durrës, réalisée le 2 octobre 1918, il reçoit le titre de commandeur de l'Ordre militaire de Savoie et l'honneur de Grand Officier de l'Ordre de la Couronne d'Italie.

## Biographie
Il est né à San Marco Argentano, une ville de l'arrière-pays de Cosenza, où son père exerçait la profession de géomètre, le 26 décembre 1866. En 1882, il s'engage dans la Regia Marina (marine royale italienne) et fréquente l'Académie royale navale de Livourne, dont il sort avec le grade d'enseigne. Il embarque successivement sur les cuirassés Italia, Sardegna et la frégate à moteur San Martino, et entre 1899 et 1900 sur plusieurs torpilleurs.
En tant que lieutenant de vaisseau (tenente di vascello), il se distingue en concevant un dispositif d'allumage à percussion pour les canons de moyen calibre et est déclaré apte au service de l'artillerie navale. En 1904, il est promu capitaine de corvette (capitano di corvetta), prend le commandement du destroyer Aquilone et reçoit la croix de chevalier de l'Ordre de la Couronne d'Italie. Vice-commandant du cuirassé Vittorio Emanuele, il reçoit en 1908 la médaille de bronze de la valeur civile pour les secours qu'il a apportés aux populations sinistrées de Reggio de Calabre et de Messine à la suite d'un tremblement de terre.
Promu capitaine de frégate (capitano di fregata) en 1909, en avril 1911, à la veille de la guerre italo-turque, il prend le commandement du croiseur protégé Piemonte, effectuant des missions d'exploration en mer Rouge entre Aden et Djibouti, et envoyant au ministère de la Marine un rapport sur les conditions socio-économiques de ces zones et sur ses rencontres avec les autorités locales, proposant au ministère des initiatives appropriées pour de futures implantations commerciales. La même année, le Bulletin de la Société géographique italienne (ministère de la Marine) publie le récit d'un voyage à Nairobi et au Congo français.

### Guerre italo-turque
Quelques mois après le début de la guerre avec la Turquie, il est le protagoniste d'un exploit qui lui vaut une grande notoriété grâce également à une illustration d'Achille Beltrame dans la Domenica del Corriere. Voici le texte du télégramme qui, d'Asmara, à 17h15, annonce l'issue victorieuse de la bataille navale du 7 janvier 1912 à Kunfuda : 
"Le croiseur Piemonte, le destroyer Garibaldino et Artigliere rencontrent sept canonnières turques et un yacht armé. Malgré une forte artillerie turque, nos navires ont anéanti des canonnières, capturé le yacht et pris une partie des canons, drapeaux et trophées de guerre de l'ennemi".

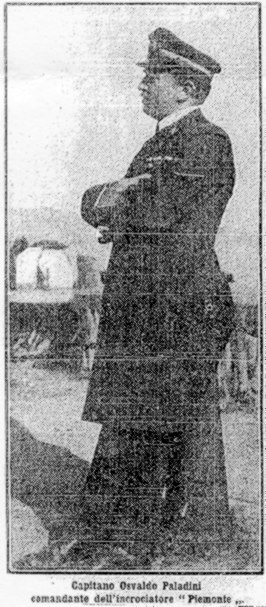
La photo du Capitaine Paladini dans le Domenica del Corriere

Cette action lui vaut les honneurs d'Officier de l'Ordre de la Couronne d'Italie et de Chevalier de l'Ordre militaire de Savoie car il a "dirigé et coordonné la recherche de canonnières ennemies dans des endroits présentant des difficultés hydrographiques, préparé et mené l'action avec empressement et selon des critères militaires parfaits".
Commandant de la défense maritime de Messine, il est promu capitaine de vaisseau (capitano di vascello) en 1913 et prend le commandement du cuirassé Roma.

### Première Guerre mondiale
Au cours de la Première Guerre mondiale, il est promu contre-amiral (contrammiraglio) en 1917, élevant son insigne sur le Roma, puis prend le commandement d'abord de la division de combat, puis en 1918 de la 3e escadre navale, servant également de commandant de la M.M. Défense et de directeur général de l'arsenal royal de Tarente. Une fois de plus, il est devenu le protagoniste d'un effort de guerre. Le 2 octobre 1918, il a dirigé l'attaque d'une base navale autrichienne à Durrës, ce qui lui a valu le titre de Commandeur de l'Ordre militaire de Savoie et, pour sa participation aux événements de la guerre, Grand Officier de l'Ordre de la Couronne d'Italie.

### Les années suivantes
Après la fin de la guerre, il sert comme commandant supérieur des forces navales en Albanie (1919), puis occupe le poste de commandant militaire maritime d'Ancône (1920).
En 1920, il est placé dans la réserve navale, et en 1923, il est nommé vice-amiral d'escadre (viceammiraglio di squadra), et en 1926, il atteint le grade d'amiral d'escadre (ammiraglio di squadra). Mis à la retraite le 26 décembre 1930, il meurt le 25 mars 1938 à Rome et son corps est enterré au cimetière du Verano.

## Décorations
.

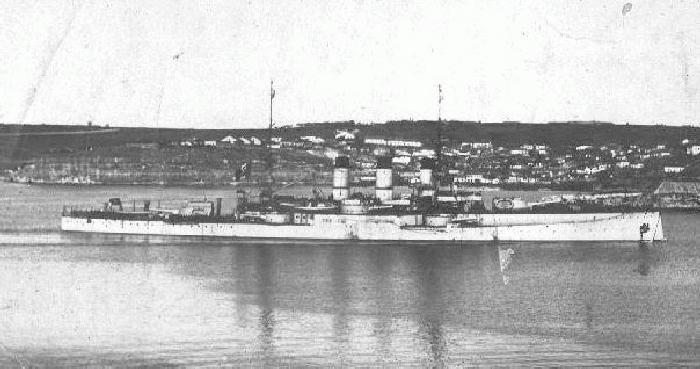
Le cuirassé "Roma" à Constantinople en novembre 1918

 - Chevalier de l'Ordre militaire de Savoie - Arrêté royal du 16 mars 1913.
 - Commandeur de l'Ordre militaire de Savoie - Arrêté royal du 2 février 1919.
 - Chevalier de l'Ordre de la Couronne d'Italie - Arrêté royal du 9 juin 1904
 - Officier de l'Ordre de la Couronne d'Italie - Arrêté royal du 29 mai 1913
 - Grand Officier de l'Ordre de la Couronne d'Italie - Arrêté royal du 27 juin 1920
 - Chevalier de l'Ordre des Saints-Maurice-et-Lazare - Arrêté royal du 30 mai 1912
 - Officier de l'Ordre des Saints-Maurice-et-Lazare - Arrêté royal du 23 septembre 1916
 - Médaille commémorative de la guerre italo-turque 1911-1912
 - Croix d'or militaire pour ancienneté de service (40 années)
 - Médaille d'or d'honneur pour longue navigation maritime (20 années)
 - Médaille commémorative de l'Unité italienne - Arrêté royal du 19 janvier 1922
 - Médaille italien de la Victoire interalliée - Arrêté royal du 16 décembre 1920
 - Médaille de bronze du mérite civil pour le secours aux populations du tremblement de terre de 1908 - 28 décembre 1908
Autorisé à porter :
- Médaille d'argent de 2e classe pour la conception d'un dispositif d'allumage

## Sources
- (it) Cet article est partiellement ou en totalité issu de l’article de Wikipédia en italien intitulé « Osvaldo Paladini » (voir la liste des auteurs).